# Kankakee
Kankakee é uma cidade localizada no estado americano de Illinois, no Condado de Kankakee. A cidade foi fundada em século XIX. É a sede de condado do condado de Kankakee.

## Demografia
Segundo o censo americano de 2000, a sua população era de 27.491 habitantes.
Em 2006, foi estimada uma população de 26.480, um decréscimo de 1011 (-3.7%).

## Geografia
De acordo com o United States Census Bureau tem uma área de
33,0 km², dos quais 31,8 km² cobertos por terra e 1,2 km² cobertos por água. Kankakee localiza-se a aproximadamente 200 m acima do nível do mar.

## Localidades na vizinhança
O diagrama seguinte representa as localidades num raio de 12 km ao redor de Kankakee.